# نوخا
بلدية نوخا (بالإسبانية: Noja)‏، هي إحدى بلديات منطقة كانتابريا, المصنفة على أنها مقاطعة أيضاً، في شمال إسبانيا.
يبلغ عدد سكانها 2,135 نسمة وفقاً لإحصائية سنة (2002).

## أعلام
- لويس مانويل فيلا